# Nobutoshi Kaneda
Nobutoshi Kaneda (金田 喜稔 Kaneda Nobutoshi?,  nacido el 16 de febrero de 1958 en Hiroshima) es un exfutbolista japonés que se desempeñaba como delantero.
Kaneda jugó 58 veces y marcó 6 goles para la Selección de fútbol de Japón entre 1977 y 1984. Kaneda fue elegido para integrar la selección nacional de Japón para los Juegos Asiáticos de 1978 y 1982.

## Trayectoria

### Clubes
| Club          | País  | Año         |
| ------------- | ----- | ----------- |
| Nissan Motors | Japón | 1980 - 1991 |

### Selección nacional
| Selección | País  | Año         |
| --------- | ----- | ----------- |
| Absoluta  | Japón | 1977 - 1984 |

## Estadística de equipo nacional
| Selección de Japón | Selección de Japón | Selección de Japón |
| Año                | Part.              | Goles              |
| ------------------ | ------------------ | ------------------ |
| 1977               | 1                  | 1                  |
| 1978               | 14                 | 0                  |
| 1979               | 3                  | 0                  |
| 1980               | 12                 | 2                  |
| 1981               | 6                  | 0                  |
| 1982               | 8                  | 0                  |
| 1983               | 8                  | 2                  |
| 1984               | 6                  | 1                  |
| Total              | 58                 | 6                  |

## Palmarés

### Títulos nacionales
| Título                   | Club          | País  | Año       |
| ------------------------ | ------------- | ----- | --------- |
| Copa del Emperador       | Nissan Motors | Japón | 1983      |
| Copa del Emperador       | Nissan Motors | Japón | 1985      |
| Copa Japan Soccer League | Nissan Motors | Japón | 1988      |
| Copa del Emperador       | Nissan Motors | Japón | 1988      |
| Japan Soccer League      | Nissan Motors | Japón | 1988-1989 |
| Copa Japan Soccer League | Nissan Motors | Japón | 1989      |
| Copa del Emperador       | Nissan Motors | Japón | 1989      |
| Japan Soccer League      | Nissan Motors | Japón | 1989-1990 |
| Copa Japan Soccer League | Nissan Motors | Japón | 1990      |

### Distinciones individuales
| Distinción                  | Año  |
| --------------------------- | ---- |
| Japan Soccer League Best XI | 1983 |